# Daniel Mandon
Pour les articles homonymes, voir Mandon.
 (juin 2015).
Si vous disposez d'ouvrages ou d'articles de référence ou si vous connaissez des sites web de qualité traitant du thème abordé ici, merci de compléter l'article en donnant les références utiles à sa vérifiabilité et en les liant à la section « Notes et références ».
Daniel Mandon est un universitaire et homme politique français né le 3 juin 1939 à Saint-Étienne (Loire) et mort le 9 juin 2023 à Saint-Genest-Malifaux, député, conseiller général honoraire, maire honoraire de Saint-Genest-Malifaux.

## Biographie
Daniel Mandon fait ses études secondaires à Saint-Étienne, puis des études universitaires à Lyon, Aix-en-Provence et Paris. Il est titulaire d'un diplôme d'études supérieures de philosophie et d'un doctorat de sociologie obtenu à la Sorbonne et à l'École pratique des hautes études en sciences sociales. Auteur d'une thèse consacrée au creuset culturel stéphanois qu'il publiera ensuite (1976), il devient enseignant-chercheur en anthropologie sociale et culturelle aux universités Lyon-I et Lyon-II.
Proche de l'ancien ministre Eugène Claudius-Petit, longtemps député-maire de Firminy, il suit de près la vie politique française et s'engage au CDS (Centre des démocrates sociaux) et à l'UDF (Union pour la démocratie française), dans le sillage de son ami de jeunesse Jacques Barrot.
Élu dans le département de la Loire à partir de 1977, d'abord comme conseiller municipal dans sa commune de Saint-Genest-Malifaux, puis conseiller général à 39 ans en mars 1979, il devient maire de Saint-Genest-Malifaux (42660) et enfin député de la Loire (4e circonscription - Ondaine-Pilat-St Etienne Sud-Ouest) en mars 1993.
Élu député au second tour des élections législatives de mars 1993 face au communiste Charles Fiterman, il siège à l'Assemblée nationale sous la 10e législature (1993/1997), au sein du groupe UDF. Il fut rapporteur de deux réformes importantes du 1er mandat du président Jacques Chirac : la première relative aux ordonnances du Plan Juppé  sur la sécurité sociale et la seconde, à la demande de son ami Philippe Séguin, alors président de l'Assemblée nationale, portant sur la suspension du service national . Son mandat est interrompu par la « dissolution ratée » du mois d'avril 1997.
Avant de faire valoir ses droits à la retraite en juin 2005, il effectue une mission auprès du ministre de l'Éducation nationale puis est mis à disposition de la Cour des Comptes (arrêté ministériel du 17 septembre 2004).
Comme conseiller général, il a tout d'abord présidé le CAUE de la Loire puis il s'est impliqué sur les dossiers culturels et la mise en valeur du patrimoine ligérien. Comme vice-président chargé des affaires culturelles durant plus d'une vingtaine d'années, qu'il a développé le réseau des bibliothèques et la médiathèque de la Loire, les Archives départementales, le soutien à l'archéologie préventive, aux troupes de théâtres et aux écoles de musique. Il s'est également employé à agir dans les domaines suivants : l'aménagement du territoire, l'emploi en zones rurales, le maintien des écoles rurales, l'agriculture de montagne, l'artisanat et notamment l'activité de passementerie, l'amélioration des liaisons routières, la gestion des déchets et l'environnement, le développement durable...
Dans le cadre de la politique municipale de Saint Genest-Malifaux, un certain nombre de prises de positions sur des dossiers locaux ont pu être remarquées (sur les incohérences des périmètres des intercommunalités lors de la création de la communauté d'agglomération de Saint-Étienne Métropole,, les finances locales, logement, l'amélioration du cadre de vie, l'urbanisme ou encore son refus de l'éolien industriel dans le Parc naturel régional du Pilat aux côtés de Vincent Ducreux...). En mars 2014, il fait le choix de ne pas se représenter aux élections municipales.
Il se consacre alors avec assiduité à un travail d'écriture.

## Mandats électifs
Assemblée nationale
- Député de la quatrième circonscription de la Loire de 1993 à 1997

Conseil général de la Loire
- Conseiller général du canton de Saint-Genest-Malifaux de 1979 à 2004
- Membre du bureau de 1985 à 1988, chargé des affaires culturelles
- Vice-président de 1988 à 2004, chargé des affaires culturelles

Commune de Saint-Genest-Malifaux (Loire)
- Conseiller municipal de 1977 à 1983
- Maire de 1983 à 2014.
- Maire honoraire de Saint Genest-Malifaux.
- Conseiller général honoraire

## Autres fonctions
- Vice-président du Parc naturel régional du Pilat (1989-2001)
- Ancien président du CAUE de la Loire et du Centre Permanent à l'Initiation à l'Environnement du Haut-Pilat (CPIE)
- Membre de la Réserve citoyenne (lieutenant-colonel)

## Publications
- Logos et passion chez Clément d'Alexandrie, Mémoire universitaire, 1963,
- Milieu populaire et développement culturel, Ed. Anthropos, Paris,1970,
- Influence des communications de masse sur le suicide, (participation à l'ouvrage collectif : "Suicide et mass média")- Ed. Masson & Cie,1971,
- Thèse Paris Sorbonne : une ville ouvrière dans la crise culturelle, 1972.
- Les Barbelés de la culture, Saint-Étienne, ville ouvrière, 1re édition Lyon. Ed. Fédérop, 1976.
- Les Barbelés de la culture, Saint-Étienne, ville ouvrière, 2e édition Index. Lyon. Ed. Fédérop, 1976.
- Approche sociologique de l'hôpital: évolution et fonction sociale de l'institution hospitalière, (participation ouvrage collectif : "Leçons d'économie médicale" Num. 101 Collection de Médecine Légale et de Toxicologie Médicale, Ed. Masson, Paris, N.Y.,1977.
- Drogue et civilisation , (ouvrage collectif :Toxicomanies et réalités), Ed. P.U.L.,1979.
- Perspectives sociologiques sur les suicides, (participation ouvrage collectif : "Suicide et conduites suicidaires", Tome I, Num. 120, Collection de Médecine Légale et de Toxicologie Médicale, Ed. Masson, Paris, N.Y.,1981.
- Précis des toxicomanies, (participation ouvrage collectif)- Masson international, Paris, N.Y., 1984.
- Le nom et la nomination : source, sens et pouvoirs, (participation ouvrage collectif), Ed. ERES, 1990.
- Culture et changement Social, Lyon. Ed. Chronique sociale, Lyon, 1991.
- Une politique culturelle pour la Loire, Conseil Général de la Loire, 1995.
- Trouble fête, Ed. Huguet, 2000.
- La Question identitaire territoriale ; Saint-Étienne métamorphosée ? Ed. TV&Co, 2008, préfacé par Jacques Barrot
- La Question sociale. Le laboratoire politique stéphanois, Ed. TV&Co, 2009, préfacé par Philippe Séguin
- La Question laïque. Les chocs culturels stéphanois, Ed. TV&Co, 2010, préfacé par Michel Durafour
- C'est la faute à Voltaire. Du bon usage des citations. Paris. Ed. L'Harmattan, 2013.
- C'est la faute à Rousseau. Religion et politique : l'exception française, Paris. Ed. L'Harmattan, 2015.
- De la modernité au culte républicain, l'ombre des Lumières. Paris, Ed. L'Harmattan, 2017.
- Le Département de la Loire et son Conseil général, un destin singulier, Editions &Co, 2018.
- Pilat en Lumière. Avec Georges Magand. Ed. du Mot Passant, 2019.
- Santé et spiritualité. Sain et sauf : le mythe et la foi, Paris, Ed. L'Harmattan, 2020. préfacé par Patrice Queneau.  (ISBN 978-2-343-19743-2))

## Distinctions
- Officier de l'ordre national du Mérite Il est promu officier par décret du 14 novembre 2011[11]. Il était chevalier du 14 septembre 1991.
- Chevalier de la Légion d'honneur Il est fait chevalier le 31 décembre 1997[12].
- Commandeur de l'ordre des Palmes académiques
- Officier de l'ordre du Mérite agricole